# Hargraves (cratère martien)
Pour les articles homonymes, voir Hargraves.

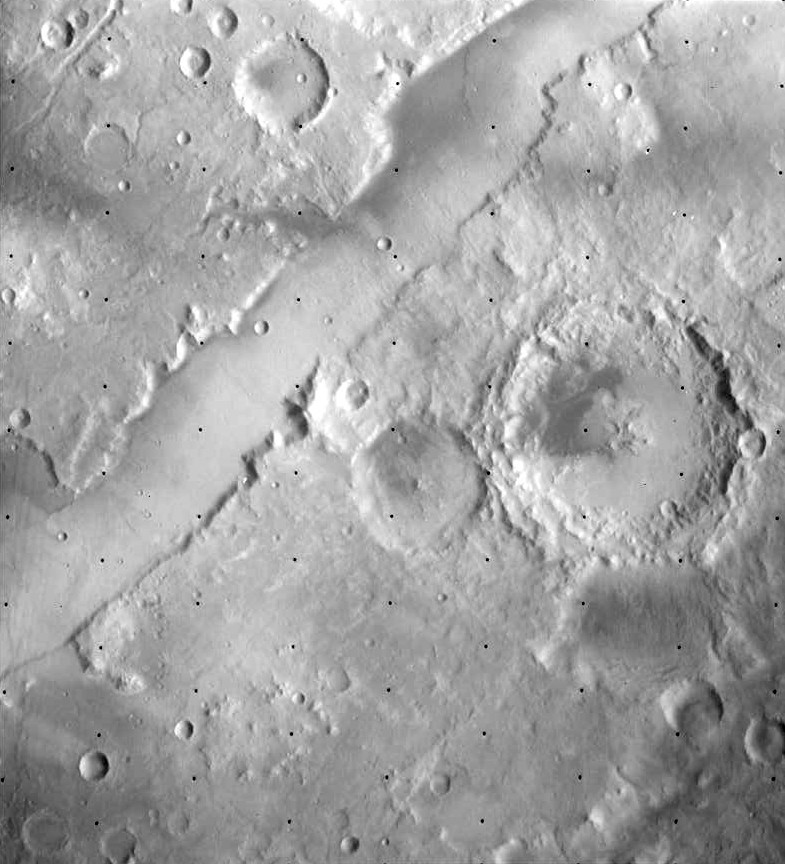
Le cratère martien Hargraves (à droite)

Hargraves est un cratère d'impact de 68 km de diamètre situé sur Mars dans le quadrangle de Syrtis Major par 20,6° N et 75,6° E, en bordure nord-ouest d'Isidis Planitia.